# Onomastikon der biblischen Ortsnamen

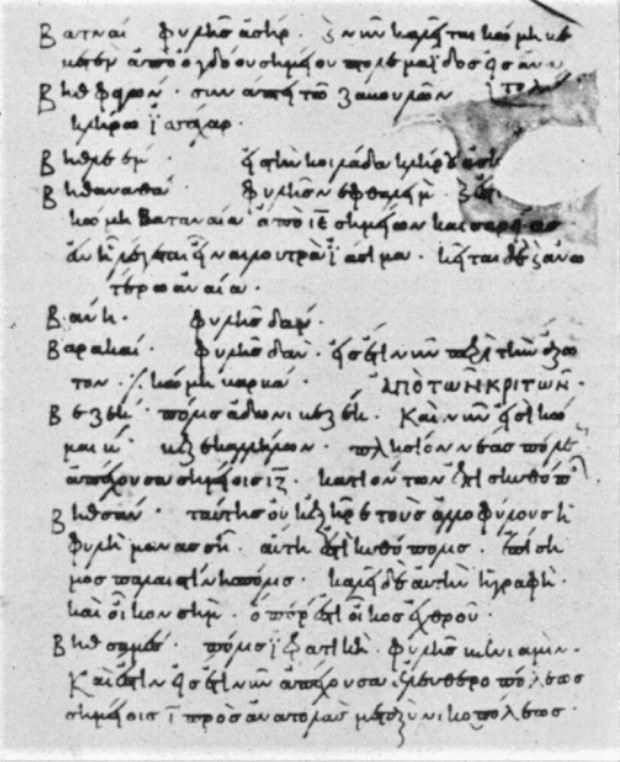
Abschrift des Onomastikon (11./12. Jahrhundert, Handschrift Vaticanus Gr. 1456)

Das Onomastikon der biblischen Ortsnamen (Περὶ τῶν τοπικῶν ὀνομάτων τῶν ἐν τῇ θείᾳ γραφῇ Perì tõn topikõn onomátōn tõn en tẽ theía graphẽ „Über die Ortsnamen in der Heiligen Schrift“) ist ein Spezialwörterbuch, das von dem spätantiken Bischof und Kirchenhistoriker Eusebius von Caesarea wahrscheinlich vor 325 in altgriechischer Sprache erstellt wurde.
Mit seinem Onomastikon betrat Eusebius Neuland. Er führte 985 biblische Orte nach dem griechischen Alphabet geordnet auf; etwa 300 dieser Orte lokalisierte er beispielsweise mit Hilfe römischer Meilensteine und zu seiner Zeit vorhandener Bauwerke. Damit ist das Onomastikon eine wichtige Quelle für die Topographie Palästinas in römischer und frühbyzantinischer Zeit. Oft wird es bis heute bei der Lokalisierung biblischer Stätten herangezogen. Die alphabetische Anlage des Werks war für den zur Zeit des Eusebius gerade aufblühenden christlichen Pilgertourismus nicht praktisch; daher ist wahrscheinlicher, dass Eusebius das Onomastikon als Nachschlagewerk für den Bibelleser konzipiert hatte.

## Entstehungszeit
Die Datierung des Onomastikons ist schwierig. Es war der vierte Teil eines umfassenderen Werks, das auch die hebräischen Namen aller Völker weltweit (Teil 1), die Beschreibung der Gebiete der zwölf Stämme Israels (Teil 2) und eine Karte Jerusalems und des jüdischen Tempels (Teil 3) enthalten hatte. Unsicher ist, ob Eusebius selbst das Onomastikon auch separat veröffentlicht hatte oder ob ein Späterer diesen Teil aus dem Gesamtwerk herauslöste und veröffentlichte; die Teile 1 bis 3 sind jedenfalls verloren und das Proömium des Gesamtwerks leitet nun das Onomastikon ein. Gewidmet ist es dem Bischof Paulinus von Tyros, der Eusebius zur Abfassung motiviert hatte.
Eusebius selbst verwies in seinem Jesajakommentar auf das Onomastikon, das demnach als vor 325 verfasstes Frühwerk anzusehen wäre. Eusebius war bereits Bischof von Caesarea, das macht eine Abfassung nach 313 wahrscheinlich.
Spätere griechische christliche Schriftsteller benutzten das Onomastikon zwar rege, machten aber keine Angaben zu seiner Entstehung. Hieronymus dagegen wusste es genau: Eusebius habe das Onomastikon „nach den zehn Büchern der Kirchengeschichte, nach der Chronik“ verfasst, heißt es im Vorwort seiner lateinischen Übersetzung. Diese Angabe ist als Selbstlob des Hieronymus zu verstehen, der sich hier als Kenner und Übersetzer des Eusebius vorstellt. Historisch ist sie nicht belastbar. Es wäre unverständlich, warum ein so spät verfasstes Onomastikon alle Kirchenbauprojekte des Kaisers Konstantin mit Schweigen übergeht.
Timothy D. Barnes brachte Argumente für eine Frühdatierung des Onomastikons kurz nach der Heeres- und Provinzreform des Kaisers Diokletian. Eusebius erwähnte im Onomastikon, dass die Legio X Fretensis im Hafenort Aïlá (bei Akaba) stationiert war. Die Verlegung dieser Legion von Aelia Capitolina nach Aïlá datiert Barnes in die Zeit Diokletians. Eine frühere Verlegung ist aber ebenfalls möglich, ein Zusammenhang mit Diokletians Heeresreform daher nicht erwiesen. Barnes setzte das Onomastikon außerdem in Beziehung zur Provinzreform Diokletians. Nun erwähnt Eusebius zwar bei vielen Orten, dass sie zur Provinz Arabia oder Palaistinē gehörten, doch zitierte er dabei auch aus seinen Quellen, so dass diese Angaben nicht aussagekräftig zur Provinzzuordnung in seiner eigenen Zeit sein müssen.
Eusebius erwähnte heilige Stätten, aber keine dort errichteten Kirchen. Das deutet für Ze'ev Safrai darauf hin, dass seine Quellen aus einer Zeit stammten, in der das Christentum noch nicht Staatsreligion war. Einige Angaben passen zu den Verhältnissen in Diokletians ersten Regierungsjahren. Letztlich kann es sich aber bei den Ortsbeschreibungen um eine Kompilation von Quellen unterschiedlichen Alters handeln.

## Eusebius’ Quellen
In welchem Maß Eusebius die Informationen zum Onomastikon selbst zusammentrug oder ältere Quellen kompilierte, wird unterschiedlich bewertet. Unstrittig ist, dass er Quellen nutzte: die Hexapla des Origenes und die Jüdischen Altertümer des Flavius Josephus. Möglicherweise konnte Eusebius im Archiv des Provinzstatthalters von Caesarea recherchieren. Allerdings ist nicht bekannt, welche Art von Akten oder welches Kartenmaterial in Provinzhauptstädten archiviert wurde.
Ze'ev Safrai sieht das Onomastikon als vielschichtiges Werk. Einige alte Quellen seien wahrscheinlich jüdisch. Die Endredaktion, welche auch die Stätten der Evangelien einfügte, war aber christlich. Die Landeskenntnis, die Eusebius oder seine Quellen besaßen, war für Samaria und das Ostjordanland relativ gut, für Galiläa dagegen schlecht. Das entspricht den christlichen Siedlungsschwerpunkten im frühen 4. Jahrhundert; Galiläa war mehrheitlich jüdisch besiedelt.
Eusebius’ wichtigste Quelle war die Bibel. Er arbeitete aber nicht wirklich alle Bücher durch, sondern nur den Pentateuch, Josua, Richter, die Bücher Samuel und Könige, die Bücher der großen und einige der kleinen Propheten. Im Neuen Testament beschränkt er sich auf die Evangelien und ließ die an Ortsnamen reiche Apostelgeschichte aus. Bei den Büchern, aus denen er seine Lemmata erhob, erfasste er aber alle Ortsnamen, „d. h. es gibt dabei keine Beschränkung auf ein wie immer definiertes ‚Heiliges Land‘ im engeren Sinne.“

## Raumerfassung im Onomastikon
Eusebius hatte einige hundert biblische Ortsnamen als Landmarken zusammengetragen. Wo immer er konnte, setzte er sie zueinander in Beziehung, wie das Lemma Gadara veranschaulicht:
„Gadara. Stadt jenseits des Jordans, gegenüber von Skythopolis und Tiberias im Osten auf dem Berg, wo am Fuße des Berges die Thermalbäder liegen.“
So knüpfte er ein Netz biblischer Orte. Ein weiteres Ordnungsprinzip war die Zuweisung des Orts zu einem Territorium; sehr gerne bezog sich Eusebius auf die Gebiete der Zwölf Stämme Israels und folgte damit einer biblischen Einteilung des Heiligen Landes, die allerdings für den spätantiken Leser keine praktische Bedeutung hatte. Einen höheren Praxiswert hatte die Zuordnung von Orten zum römischen Straßennetz; die Meilensteine gaben Eusebius die Möglichkeit, Distanzen deutlich zu machen. Er setzte auch darauf, dass die Standorte von Garnisonen der römischen Armee dem Leser wohlbekannt waren und so die Lokalisierung benachbarter biblischer Orte erleichterten.
Eusebius zeigte dem Leser eine wohlvertraute spätantike Landschaft, in der es Straßen, Meilensteine, Garnisonen, Thermen usw. gab und die zugleich die Landschaft war, in der sich biblische Erzählungen ereignet hatten. „Man könnte sagen, dass die topographische Erfassung einen Realismuseffekt hervorbringt, indem sie den Eindruck erweckt, dass es sich … bei dem mit biblischer Überlieferung besetzten Palästina, um einen wirklich existierenden Raum handelt, der mehr oder weniger aussieht wie jede römische Provinz.“

## Editionsgeschichte
Jacques Bonfrère veröffentlichte 1631 den griechischen Text des Onomastikons nach einer allerdings fehlerhaften Handschrift des 16. Jahrhunderts (Ms Parisinus gr. 464). Dadurch wurde diese Ressource den frühneuzeitlichen Exegeten bekannt; sie kamen aber über Nachdrucke und Anmerkungen zum fehlerhaften Pariser Text zunächst nicht hinaus. Domenico Vallarsi entdeckte im frühen 18. Jahrhundert in der Bibliotheca Vaticana die Handschrift Vaticanus Graecus 1456 und erkannte, dass sie dem Manuskript Parisinus gr. 464 überlegen war. Seine Publikation von 1734 nahm trotzdem Anleihen beim Text des Parisinus gr. 464, weil dieser schon seit Jahrzehnten in vielen Drucken verbreitet war und sich etabliert hatte. Paul de Lagardes Erstedition des Onomastikons 1870 bot noch einen Mischtext, aber dann erkannte er, dass es sich beim Parisinus gr. 464 um eine Tochterhandschrift der vatikanischen Handschrift handelte; in der zweiten Auflage des Onomastikons 1887 setzte er ganz auf Ms Vaticanus Gr. 1456. Erich Klostermann setzte dann 1904 den griechischen Text (Vaticanus Gr. 1456) parallel zur lateinischen Übersetzung des Hieronymus, was die Arbeit mit dem Text wesentlich erleichterte. Im Apparat wies er auf Parallelen in den Katenen und in der Mosaikkarte von Madaba hin; der Mosaizist des 6. Jahrhunderts hatte das Onomastikon des Eusebius oft benutzt.
Der von Klostermann edierte griechische Text liegt sowohl der deutschen Übersetzung von Georg Röwekamp (2017) als auch der englischen Übersetzung von R. Steven Notley und Ze'ev Safrai zugrunde. Klostermann hatte die Tendenz, den griechischen Text, wo er unverständlich war, nach der lateinischen Übersetzung des Hieronymus zu korrigieren. Dabei ist aber zu berücksichtigen, dass Hieronymus als Übersetzer mit seinen Vorlagen recht frei umging.

## Übersetzungen
Da die Handschrift Vaticanus Gr. 1456 fehlerhaft ist, richtet sich der Blick auf die antiken Übersetzungen, denen mutmaßlich ein besserer griechischer Text zugrunde lag.
Bereits vor Hieronymus wurde das Onomastikon auch ins Lateinische übersetzt; erhalten blieb aber nur die um 390 erstellte Übersetzung des Hieronymus. Sie wurde „für das Abendland eine Hauptquelle der Palästinakunde“ und beispielsweise von Eucherius von Lyon, Arculf, Beda Venerabilis und Rhabanus Maurus sowie vielen Späteren ausgewertet. Hieronymus sortierte die Einträge in Eusebius’ Onomastikon nach dem lateinischen Alphabet um. Auslassungen sind bei ihm selten, Zusätze und Berichtigungen aufgrund eigener Bibel- und Landeskenntnisse dagegen häufig. Hieronymus stellte sich als Kenner Palästinas dar, dies stimmt allerdings nur für Bethlehem, wo er wohnte, und dessen Umgebung. Den Rest der Region kannte er aus eigener Anschauung nicht besser als andere Pilger. Er griff statt auf die eigene Beobachtung auf Lesefrüchte aus seiner Bibliothek zurück. Beispielsweise am Toten Meer oder an den Jordanquellen war er offenkundig nie, sonst hätte er sie in seinen Werken anders beschrieben.
Die antike syrische Übersetzung des griechischen Onomastikon ist aus einem einzigen, fragmentarischen Manuskript bekannt, dessen Aufbewahrungsort unbekannt ist. Der Text wurde mit einer französischen Übersetzung 1922/1923 von Eugène Tisserant, R. P. Power und Robert Devreesse in der Zeitschrift Revue de l’Orient Chrétien veröffentlicht. Sie gaben an, dass ihnen das Manuskript von Ignatius Ephrem II. Rahmani, dem syrisch-katholischen Patriarchen von Antiochia, zugänglich gemacht worden sei.

## Textausgaben
- Das Onomastikon der biblischen Ortsnamen, hrsg. von Erich Klostermann (= Die griechischen christlichen Schriftsteller der ersten Jahrhunderte, Eusebius, Band 3). Hinrichs, Leipzig 1904 (Digitalisat)
- Eusebius, Onomasticon. A Triglott Edition with Notes and Commentary, hrsg. von R. Steven Notley und Ze'ev Safrai (= Jewish and Christian Perspectives Series 9). Brill, Leiden 2005, ISBN 978-0-391-04217-9.
- Das Onomastikon der biblischen Ortsnamen. Edition der syrischen Fassung mit griechischem Text, englischer und deutscher Übersetzung, hrsg. von Stefan Timm (= Texte und Untersuchungen zur Geschichte der altchristlichen Literatur 152). De Gruyter, Berlin/New York 2005, ISBN 3-11-018191-6.
- Das Onomastikon der biblischen Ortsnamen. Kritische Neuausgabe des griechischen Textes mit der lateinischen Fassung des Hieronymus, hrsg. von Stefan Timm (= Die griechischen christlichen Schriftsteller der ersten Jahrhunderte Neue Folge 24). De Gruyter, Berlin/Boston 2017, ISBN 978-3-11-031565-3.
- Eusebius/Hieronymus: Liber locorum et nominum. Onomastikon der biblischen Ortsnamen. Übersetzt und kommentiert von Georg Röwekamp (= Fontes Christiani 68). Herder, Freiburg/Basel/Wien 2017, ISBN 978-3-451-30973-1.